# ミナ・タンデル
ミナ・タンデル（Mina Tander, 1978年12月4日 - ）は、ドイツケルン出身の女優である。

## 出演作品

### 映画
- ロスト・メモリー
- タイム・ワープ
- 億万長者に恋する方法
- トルネード 〜巨大竜巻発生〜（エファ）
- DEAD END デッドエンド
- アンツ・イン・ザ・パンツ!（レオニー）